# Kaspar Kantz
Kaspar Kantz (* um 1483 in Nördlingen; † 6. Dezember 1544 ebenda) war ein lutherischer Theologe und Reformator.

## Leben
Der einer angesehenen Handwerkerfamilie entstammende Kantz trat in jungen Jahren ins Herrgottskloster Nördlingen des Karmeliterordens in seiner Heimatstadt ein. 1501 findet man ihn als Studenten in Leipzig, wo er in den nächsten Jahren die akademischen Grade bis zum Sententiarius erlangte: 1502 Baccalaureus, 1505 Magister, 1511 Baccalaureus Biblicus, 1515 Sententiarius.
Im heimatlichen Kloster zum Prior erhoben, geriet er doch bald mit dem Ordensprovinzial in Differenzen und wurde seiner Ämter für verlustig erklärt. Offenbar war seine reformatorische Einstellung der Grund für diese Spannung. Der Rat der Stadt setzte sich in dieser Lage für das Stadtkind ein. Bereits 1522 trat er mit einer neuen Gottesdienstordnung hervor, der er Betrachtungen über „die Summa christlichen Gerechtigkeit und des glaubens vollkommenheit“ voranschickte.
Es handelt sich bei seiner im Druck erschienenen Schrift Von der ev. Mesß um den ersten Versuch, von evangelischen Grundlage aus die Gottesdienstordnung zu entwerfen. Da diese Entwürfe in der Klosterkirche praktiziert wurden, beschwerte sich der Provinzial erneut, und da Kantz in derselben Zeit heiratete, wurde er vom Rat auch aus der Stadt verwiesen. Nun ging er nach Wittenberg, während Theobald Billicanus als evangelischer Prediger in Nördlingen blieb.
Bald fand er sich wieder in seiner Vaterstadt ein und schrieb in dieser Zeit sein Krankenbüchlein „Wie man den Kranken und Sterbenden menschen warnen, trösten und Gott befehlen soll“, das eine Reihe von Auflagen erlebte. Auch Predigten aus diesen Jahren ließ er im Druck erscheinen. Als Prediger wird er erst 1535 wieder genannt, als er anstelle von Billicanus die Leitung des gesamten Kirchenwesens in Nördlingen erfolgreich übernahm.
So arbeitete er jetzt die Nördlinger Kirchenordnung aus, die 1538 gedruckt vorlag. Auch Passionsbetrachtungen schrieb er. Sowohl durch seine liturgische als auch durch seine kirchenrechtliche Arbeit machte er sich einen Namen. Bei echter, tiefer Frömmigkeit besaß er auch Energie und Festigkeit, um seine Gedanken in die Tat umzusetzen. Nikolaus Medler wurde sein Nachfolger.

## Nachfahren
Kaspar Kantz ist ein Vorfahre des ersten Bundespräsidenten Theodor Heuss, des Moderators Guido Cantz sowie der Schauspielerin und späteren Fürstin von Monaco, Grace Kelly.

## Anhang

### Belege
1. ↑  
Vorfahren gesucht: Guido Cantz. Sendung mit Audiodeskription. In: Doku am Freitag – WDR MEDIATHEK. WDR Fernsehen, 7. November 2014, abgerufen am 8. November 2014 (Minute 29–34).
2. ↑  
Vorfahren gesucht: Guido Cantz. Sendung mit Audiodeskription. In: Doku am Freitag – WDR MEDIATHEK. WDR Fernsehen, 7. November 2014, abgerufen am 8. November 2014 (ca. ab Minute 10).